# Vebjørn Rodal
Vebjørn Rodal (* 16. September 1972 in Rennebu) ist ein ehemaliger norwegischer Mittelstreckenläufer, der auf seiner Spezialstrecke, dem 800-Meter-Lauf, im Jahr 1996 Olympiasieger wurde.

## Karriere
Rodal hatte seinen ersten großen internationalen Auftritt bei den Olympischen Spielen 1992 in Barcelona, schied aber im Halbfinale aus. Seine erste internationale Medaille gewann er zwei Jahre später bei den Europameisterschaften in Helsinki, als er die Silbermedaille hinter dem Italiener Andrea Benvenuti gewann. Bei den Weltmeisterschaften 1995 in Göteborg gewann er die Bronzemedaille.
Bei den Olympischen Spielen 1996 in Atlanta profitierte er von der Abwesenheit von Wilson Kipketer, der kurz zuvor von Kenia nach Dänemark emigriert war, aber von seinem Heimatland keine Starterlaubnis für diese Olympischen Spiele bekam. Rodal nutzte seine Chance und gewann die Goldmedaille in der olympischen Rekordzeit von 1:42,58 min, vor dem Südafrikaner Hezekiél Sepeng und dem Kenianer Frederick Onyancha, wobei die ersten vier Läufer alle unter eine Zeit von 1:43 min kamen. Daraufhin wurde er zu Norwegens Sportler des Jahres gewählt, gewann die Stiftung-Morgenbladet-Goldmedaille und den Fearnleys olympiske ærespris.
Mit seiner Siegerzeit von Atlanta liegt Rodal immer noch auf Rang 18 der ewigen Weltbestenliste (Stand Februar 2024).
Bei den Weltmeisterschaften 1997 in Athen wurde er Fünfter, bei den Weltmeisterschaften 1999 in Sevilla schied er im Vorlauf aus.
Rodal startete ebenfalls bei den Olympischen Spielen 2000 in Sydney, schied aber auf Platz 8 liegend im Halbfinale aus.
Vebjørn Rodal ist 1,88 m groß und wog zu Wettkampfzeiten 78 kg.